# Boekelerbeek

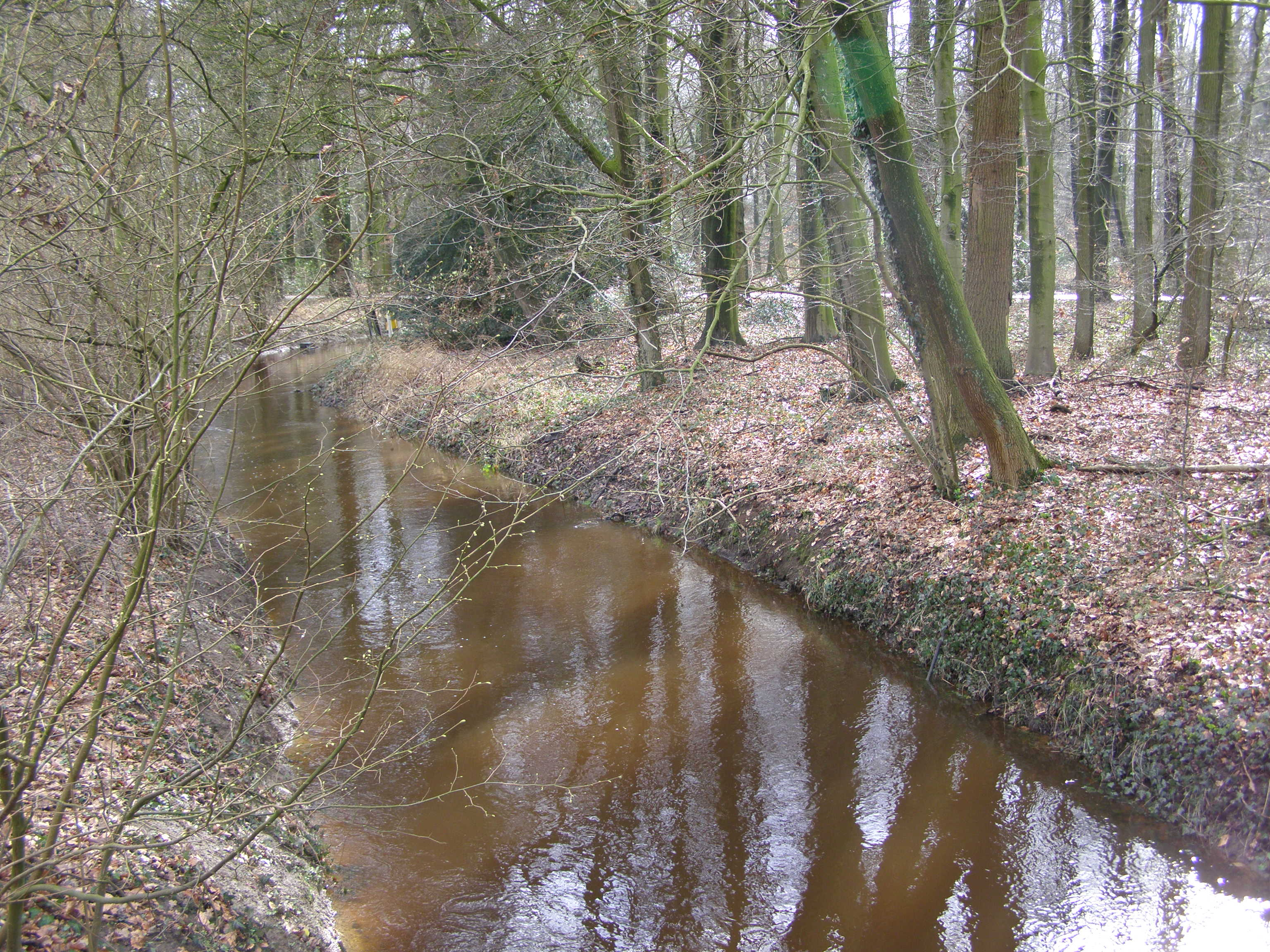
De Boekelerbeek in de omgeving van Boekelerhoek

De Boekelerbeek is een beek in de omgeving van  Boekelo in de Nederlandse provincie Overijssel. De beek stroomt langs Boekelo in de richting van de watermolen in Oele, vanwaar het verder stroomt met achtereenvolgens de namen Oelerbeek en Azelerbeek om ten noorden van Zenderen uit te monden in de Bornsebeek.
De Teesinkbeek en de Rutbeek leveren water aan de Boekelerbeek.
Het overgrote deel van het water van de Boekelerbeek wordt via de Nieuwe Oelerbeek afgevoerd naar het Twentekanaal.